# Copa del Generalísimo 1966/67
Die Copa del Generalísimo 1966/67 war die 63. Austragung des spanischen Fußballpokalwettbewerbes, der heute unter dem Namen Copa del Rey stattfindet.
Der Wettbewerb startete am 23. Oktober 1966 und endete mit dem Finale am 2. Juli 1967 im Estadio Santiago Bernabéu in Madrid. Titelverteidiger des Pokalwettbewerbes war Real Saragossa. Den Titel gewann der FC Valencia durch einen 2:1-Erfolg im Finale gegen Atlético Bilbao. Damit qualifizierte sich Valencia für den Europapokal der Pokalsieger 1967/68.

## Vorrunde
Die Hinspiele wurden am 23. Oktober 1966, die Rückspiele am 29. Januar 1967 ausgetragen.
|                   | Gesamt |                           | Hinspiel | Rückspiel |
| ----------------- | ------ | ------------------------- | -------- | --------- |
| Atlético Ceuta    | 2:1    | Real Valladolid           | 2:1      | 0:0       |
| FC Badalona       | 3:5    | CA Osasuna                | 3:3      | 0:2       |
| FC Burgos         | 2:6    | FC Cádiz                  | 1:3      | 1:3       |
| Calvo Sotelo CF   | 1:2    | UD Lérida                 | 0:1      | 1:1       |
| CD Condal         | 0:1    | Gimnástica de Torrelavega | 0:0      | 0:1       |
| CD Constancia     | 2:2    | Real Oviedo               | 2:1      | 0:1       |
| CD Europa         | 2:1    | Club Ferrol               | 2:0      | 0:1       |
| Real Gijón        | 5:6    | Levante UD                | 5:3      | 0:3       |
| Recreativo Huelva | 5:3    | Rayo Vallecano            | 2:2      | 3:1       |
| UP Langreo        | 0:5    | CD Castellón              | 0:1      | 0:4       |
| CD Logroñés       | 0:7    | Betis Sevilla             | 0:4      | 0:3       |
| CD Málaga         | 1:0    | Celta Vigo                | 1:0      | 0:0       |
| CD Mestalla       | 4:3    | SD Indautxu               | 1:2      | 3:1       |
| Real Sociedad     | 2:1    | FC Algeciras              | 1:1      | 1:0       |
| Real Santander    | 3:3    | RCD Mallorca              | 1:0      | 2:3       |
| CD Teneriffa      | 4:2    | Real Murcia               | 2:0      | 2:2       |

### Entscheidungsspiele
Die Spiele wurden am 22. Februar und 8. März 1967 in Madrid und Saragossa ausgetragen.
|                | Ergebnis |              |
| -------------- | -------- | ------------ |
| CD Constancia  | 1:0      | Real Oviedo  |
| Real Santander | 2:3      | RCD Mallorca |

## Runde der letzten 32
Die Hinspiele wurden am 30. April, die Rückspiele am 7. Mai 1967 ausgetragen.
|                           | Gesamt |                   | Hinspiel | Rückspiel |
| ------------------------- | ------ | ----------------- | -------- | --------- |
| Atlético Bilbao           | 4:0    | Recreativo Huelva | 3:0      | 1:0       |
| Atlético Ceuta            | 4:7    | FC Córdoba        | 4:2      | 0:5       |
| Atlético Madrid           | 6:2    | RCD Mallorca      | 5:0      | 1:2       |
| CF Barcelona              | 3:1    | CD Málaga         | 1:0      | 2:1       |
| FC Cádiz                  | 1:8    | FC Valencia       | 1:2      | 0:6       |
| CD Castellón              | 0:2    | FC Pontevedra     | 0:1      | 0:1       |
| CD Constancia             | 3:7    | UD Las Palmas     | 3:2      | 0:5       |
| Deportivo La Coruña       | 2:2    | UD Lérida         | 2:2      | 0:0       |
| CD Europa                 | 1:1    | Real Saragossa    | 0:1      | 1:0       |
| Gimnástica de Torrelavega | 2:3    | Real Madrid       | 2:2      | 0:1       |
| Hércules Alicante         | 4:1    | Levante UD        | 3:0      | 1:1       |
| CD Mestalla               | 3:3    | FC Granada        | 3:1      | 0:2       |
| CA Osasuna                | 2:3    | Elche CF          | 2:0      | 0:3       |
| Real Sociedad             | 1:5    | CD Sabadell       | 0:2      | 1:3       |
| CD Teneriffa              | 4:8    | FC Sevilla        | 2:2      | 2:6       |
| Betis Sevilla             | 6:3    | RCD Español       | 3:0      | 3:3       |

### Entscheidungsspiele
Die Spiele wurden am 9. Mai in Bilbao, Valencia und Murcia ausgetragen.
|                     | Ergebnis |                |
| ------------------- | -------- | -------------- |
| Deportivo La Coruña | 4:1      | UD Lérida      |
| CD Europa           | 2:0      | Real Saragossa |
| CD Mestalla         | 2:3      | FC Granada     |

## Achtelfinale
Die Hinspiele wurden am 14. Mai, die Rückspiele am 21. Mai 1967 ausgetragen.
|                     | Gesamt |                   | Hinspiel | Rückspiel |
| ------------------- | ------ | ----------------- | -------- | --------- |
| Atlético Bilbao     | 3:1    | UD Las Palmas     | 3:0      | 0:1       |
| Atlético Madrid     | 4:0    | CF Barcelona      | 2:0      | 2:0       |
| Betis Sevilla       | 2:4    | FC Valencia       | 2:1      | 0:3       |
| Deportivo La Coruña | 4:5    | Real Madrid       | 3:2      | 1:3       |
| Elche CF            | 3:0    | FC Sevilla        | 2:0      | 1:0       |
| CD Europa           | 1:5    | FC Córdoba        | 1:1      | 0:4       |
| FC Pontevedra       | 3:2    | Hércules Alicante | 3:1      | 0:1       |
| CD Sabadell         | 2:2    | FC Granada        | 1:1      | 1:1       |

### Entscheidungsspiele
Das Spiel wurde am 23. Mai in Madrid ausgetragen.
|             | Ergebnis |            |
| ----------- | -------- | ---------- |
| CD Sabadell | 0:1      | FC Granada |

## Viertelfinale
Die Hinspiele wurden am 4. Juni, die Rückspiele am 11. Juni 1967 ausgetragen.
|                 | Gesamt |                 | Hinspiel | Rückspiel |
| --------------- | ------ | --------------- | -------- | --------- |
| Atlético Madrid | 1:3    | Atlético Bilbao | 0:2      | 1:1       |
| FC Granada      | 1:6    | Elche CF        | 1:1      | 0:5       |
| FC Pontevedra   | 2:2    | FC Córdoba      | 1:1      | 1:1       |
| FC Valencia     | 3:1    | Real Madrid     | 2:1      | 1:0       |

### Entscheidungsspiele
Das Spiel wurde am 13. Juni in Madrid ausgetragen.
|               | Ergebnis |            |
| ------------- | -------- | ---------- |
| FC Pontevedra | 0:1      | FC Córdoba |

## Halbfinale
Die Hinspiele wurden am 18. Juni, die Rückspiele am 24. Juni 1967 ausgetragen.
|            | Gesamt |                 | Hinspiel | Rückspiel |
| ---------- | ------ | --------------- | -------- | --------- |
| FC Córdoba | 0:3    | Atlético Bilbao | 0:1      | 0:2       |
| Elche CF   | 2:3    | FC Valencia     | 2:1      | 0:2       |

## Finale
| FC Valencia                                        | FC Valencia | Atlético Bilbao | Atlético Bilbao |
| -------------------------------------------------- | --- | --- | --------------- |
| FC Valencia                                        | \| 2. Juli 1967 in Madrid (Estadio Santiago Bernabéu) \| \| Ergebnis: 2:1 (1:0) \| \| Zuschauer: 100.000 \| \| Schiedsrichter: Jaime Oliva \|                                     | \| 2. Juli 1967 in Madrid (Estadio Santiago Bernabéu) \| \| Ergebnis: 2:1 (1:0) \| \| Zuschauer: 100.000 \| \| Schiedsrichter: Jaime Oliva \|                                                                                   | Atlético Bilbao |
| FC Valencia                                        | Abelardo González – Juan Cruz Sol, Manuel Mestre, Tatono – Paquito, Roberto Gil – Manuel Polinario Muñoz, Vicente Guillot, Waldo, José Claramunt, Vicente Jara Cheftrainer: Mundo | José Ángel Iribar – José María Orúe , Luis María Echeberría, Jesús Aranguren – Luis María Zugazaga, José Ramón Larrauri – Iñaki Sáez, José María Argoitia, Antón Arieta, Fidel Uriarte, Chechu Rojo Cheftrainer: Agustín Gaínza | Atlético Bilbao |
| FC Valencia                                        | 1:0 Vicente Jara (45.) 2:0 Paquito (55.) | 2:1 José María Argoitia (63.) | Atlético Bilbao |
| 2. Juli 1967 in Madrid (Estadio Santiago Bernabéu) | | |                 |
| Ergebnis: 2:1 (1:0)                                | | |                 |
| Zuschauer: 100.000                                 | | |                 |
| Schiedsrichter: Jaime Oliva                        | | |                 |